# Helidon
Založba Helidon (lastovka v antični grščini) je slovenska glasbena založba, hčerinsko podjetje založbe knjig Založba Obzorja Maribor. Njen začetek je 7. marec 1968, ko je nastala prva slovenska proizvodnja vinilnih plošč (TGP Helidon -  Tovarna gramofonskih plošč Helidon) Na Jami v ljubljanski Šiški. Dolga leta so bili v okviru TOZDa nadrejeni hrvaški založbi Suzy Records. Z manjšanjem popularnosti vinilnih plošč so tovarno zaprli, glasbeno založništvo pa je ostalo. CD plošče so začeli izdajati na prehodu iz 1989 in 1990, prve so bile: Ansambel bratov Avsenik - 35 Let - Jubilejni Zvoki, Nace Junkar, Alfi Nipič, Buldožer - Nova vremena, Lačni Franz - Kaj bi mi brez nas in Miladojka Youneed - Bloodylon. Daleč najpopularnejši izvajalci Helidona so bili Ansambel bratov Avsenik in Ansambel Lojzeta Slaka, za Helidon pa so med drugimi izdajali Adi Smolar, Lačni Franz, Buldožer, Pankrti, Peter Lovšin Miladojka Youneed, Prizma, Prah, Matej Krajnc, Dvanajsto nadstropje, Ansambel Borisa Kovačiča, Ansambel Mihe Dovžana, posebno pozornost so posvečali partizanski pesmi in pravljicam.
Leta je 2002 kazalo, da bo Helidon zaradi morebitnega stečaja prenehal z delovanjem vendar se je čez nekaj let pobral in še vedno deluje z rednimi izdajami, po letu 2020 izdaja zvečine vinilne plošče in digitalne nosilce zvoka.